# 매사추세츠 교통국

매사추세츠 교통국(Massachusetts Department of Transportation, MassDOT)은 미국 매사추세츠주의 교통 시스템을 관리하는 매사추세츠 주정(州政)의 한 부서이다.